# José Luis Fernández García
José Luis Fernández García (ur. 3 maja 1954) – hiszpański szachista, arcymistrz od 1986 roku.

## Kariera szachowa
Od połowy lat 70. do połowy 90. XX wieku należał do ścisłej krajowej czołówki. W 1989 r. zdobył złoty, natomiast w 1977, 1978, 1985 i 1995 – srebrne medale indywidualnych mistrzostw Hiszpanii. Pomiędzy 1982 a 1992 rokiem wystąpił we wszystkich w tym okresie rozegranych sześciu (w tym raz na I szachownicy) szachowych olimpiadach, zdobywając 37 pkt w 63 partiach. Dwukrotnie (Marbella 1982 i Linares 1995) startował w turniejach strefowych (eliminacji mistrzostw świata).
Do sukcesów José Luisa Fernándeza Garcii w międzynarodowych turniejach należą m.in.:
- I m. w Hawanie (1986, turniej B),
- dz. I m. w Alicante (wspólnie z m.in. Henrym Urdayem Caceresem i Romanem Hernandezem),
- dz. I m. w Buenos Aires (1990, wspólnie z Wasilijem Smysłowem),
- dz. III m. w León (za Jewgienijem Władimirowem i Jordim Magemem Badalsem, wspólnie z Leonidem Bassem i Miodragiem Todorceviciem),
- dz. I m. w Walencji (2001, wspólnie z Juanem Borgesem Mateosem),
- I m. w Cala Mendia (2001),
- dz. II m. w Dos Hermanas (2005, za Davorem Komljenoviciem, wspólnie z m.in. Tatianą Kononenko),
- dz. II m. w Lorce (2005, otwarte mistrzostwa Hiszpanii, za Manuelem Rivas Pastorem, wspólnie z m.in. Juanem Mario Gomezem Estebanem i Salvadorem Del Rio Angelisem).

Najwyższy ranking w karierze osiągnął 1 lipca 1990 r., z wynikiem 2500 punktów zajmował wówczas 2. miejsce (za Miguelem Illescasem Cordobą wśród hiszpańskich szachistów.